# José Ángel Leiras
José Ángel Leiras Granja (Gijón, Asturias, España, 1980 es un periodista y presentador de televisión español.

## Trayectoria
Es licenciado en Ciencias de la Información en Periodismo por la Facultad de Ciencias de la Información (Universidad Complutense de Madrid) (1996-2001).
Comenzó su trayectoria profesional cuando era joven en la radio, concretamente en la emisora madrileña Radio Complutense, y también realizó prácticas en Radio Voz televisión. Posteriormente trabajó en la Cadena SER en Gijón, realizando programas como Hoy por hoy y Asturias y a vivir, magazine que dirigió los sábados y domingos de 12:00 a 13:30 entre 2001 y 2005.
Más tarde, buscó suerte en Madrid y consiguió trabajo en la cadena Localia Televisión, donde ejerció como presentador del programa televisivo Trato abierto, el cual fue su primer contacto con este medio y que compaginaba con la radio, donde hacía el programa Carrusel de verano. Fue poco después, a principios de 2007, cuando le surgió la propuesta de participar en el programa La tarde de Extremadura (Canal Extremadura), en el cual tuvo su primer contacto con el formato magacín. Un año más tarde se integró en el equipo del programa Esta mañana en La 1 de Televisión Española.
También fue el titular de la sección Saber lo que pasa del programa matinal La mañana de La 1 de Televisión Española y de la versión veraniega de este mismo programa, así como sustituto de la titular habitual de este, la periodista Mariló Montero. Además, desde el 12 de septiembre de 2011 hasta el 29 de junio de 2012 presentó la versión diaria de +Gente junto a Pilar García Muñiz.
En la temporada 2012/2013 presentó el espacio Objetivo en Canal Extremadura y luego pasó a la cadena autonómica asturiana TPA7 para conducir el programa Conexión Asturias.
En 2014 comienza a presentar en TPA7 el programa De hoy no pasa.
Desde junio de 2015 y hasta septiembre de 2017 formó parte del equipo de reporteros del programa Aquí en Madrid de Telemadrid.
En 2017 ficha por Telecinco como reportero y corresponsal hasta 2021, de Viva la vida, magacín de fin de semana presentado por Toñi Moreno y después por Emma García.
En 2022 fue redactor de Cuatro al día en Cuatro y posteriormente pasa a formar parte del equipo de Fiesta en Telecinco, como reportero, coordinador, subdirector y director ocasional.

## Televisión
- La tarde de Extremadura (Canal Extremadura, 2007).
- Esta mañana (La 1, 2008-2009).
- La mañana de La 1 (La 1, 2009-2011).
- El disco del año (La 1, 2010).
- +Gente (La 1, 2011-2012).
- Una noche única (La 1, 2011).
- Objetivo (Canal Extremadura, 2013).
- Conexión Asturias (TPA7, 2013).
- De hoy no pasa (TPA7, 2014).
- Aquí en Madrid (Telemadrid, 2015-2017).
- Viva la vida (Telecinco, 2018-2021).
- Fiesta (Telecinco, 2022-presente).